# Episodi di Agenzia Rockford (terza stagione)
La terza stagione della serie televisiva Agenzia Rockford, composta da 22 episodi, è stata trasmessa negli Stati Uniti d'America dalla NBC dal 24 settembre 1976 al 1º aprile 1977. In Italia è stata trasmessa su Italia 1 nel 1984.
| nº | Titolo originale                                                    | Titolo italiano                                           | Prima TV USA      | Prima TV Italia |
| -- | ------------------------------------------------------------------- | --------------------------------------------------------- | ----------------- | --------------- |
| 1  | The Fourth Man                                                      | Il quarto uomo                                            | 24 settembre 1976 | 1984            |
| 2  | The Oracle Wore a Cashmere Suit                                     | Il medium                                                 | 1º ottobre 1976   | 1984            |
| 3  | The Family Hour                                                     | Una famiglia sfortunata                                   | 8 ottobre 1976    | 1984            |
| 4  | Feeding Frenzy                                                      | Prescrizione dei termini                                  | 15 ottobre 1976   | 1984            |
| 5  | Drought at Indianhead River                                         | Siccità a Indian Head                                     | 5 novembre 1976   | 1984            |
| 6  | Coulter City Wildcat                                                | Il tesoro di Coulter City                                 | 12 novembre 1976  | 1984            |
| 7  | So Help Me God                                                      | Qualcuno mi aiuterà                                       | 19 novembre 1976  | 1984            |
| 8  | Rattlers' Class of '63                                              | Vendesi cimitero                                          | 26 novembre 1976  | 1984            |
| 9  | Return to the 38th Parallel                                         | Ritorno dal trentottesimo parallelo                       | 10 dicembre 1976  | 1984            |
| 10 | Piece Work                                                          | Rosner contro Rockford                                    | 17 dicembre 1976  | 1984            |
| 11 | The Trouble with Warren                                             | Il problema di Warren                                     | 24 dicembre 1976  | 1984            |
| 12 | There's One in Every Port                                           | La grande truffa                                          | 7 gennaio 1977    | 1984            |
| 13 | Sticks and Stones May Break Your Bones, But Waterbury Will Bury You | Gioco pesante                                             | 14 gennaio 1977   | 1984            |
| 14 | The Trees, the Bees and T.T. Flowers (Part 1 & 2)                   | L'uomo che parlava con gli alberi (prima e seconda parte) | 21 gennaio 1977   | 1984            |
| 15 | The Trees, the Bees and T.T. Flowers (Part 1 & 2)                   | L'uomo che parlava con gli alberi (prima e seconda parte) | 28 gennaio 1977   | 1984            |
| 16 | The Becker Connection                                               | Party a sorpresa                                          | 11 febbraio 1977  | 1984            |
| 17 | Just Another Polish Wedding                                         | Il matrimonio polacco                                     | 18 febbraio 1977  | 1984            |
| 18 | New Life, Old Dragons                                               | Vita nuova, draghi antichi                                | 25 febbraio 1977  | 1984            |
| 19 | To Protect and Serve (Part 1 & 2)                                   | Non per amore (prima e seconda parte)                     | 11 marzo 1977     | 1984            |
| 20 | To Protect and Serve (Part 1 & 2)                                   | Non per amore (prima e seconda parte)                     | 18 marzo 1977     | 1984            |
| 21 | Crack Back                                                          | Un nemico invisibile                                      | 25 marzo 1977     | 1984            |
| 22 | Dirty Money, Black Light                                            | Denaro sporco, luce nera                                  | 1º aprile 1977    | 1984            |

## Il quarto uomo
- Titolo originale: The Fourth Man
- Diretto da: William Wiard
- Scritto da: Juanita Bartlett

### Trama
Un'amica di Rockford nonché agente di prenotazione aerea, è convinta che un commerciante di monete voglia ucciderla. Rockford convince sia Angel e sia Becker di indagare sul caso.

## Il medium
- Titolo originale: The Oracle Wore a Cashmere Suit
- Diretto da: Russ Mayberry
- Scritto da: David Chase

### Trama
Un medium senza scrupoli, dice alla polizia che Rockford sa di più su un dirigente di una casa discografica scomparso di quanto abbia detto.

## Una famiglia sfortunata
- Titolo originale: The Family Hour
- Diretto da: William Wiard
- Scritto da: Gordon Dawson

### Trama
Jim e Rockford aiutano una ragazza a trovare il padre in fuga da alcuni spacciatori di droga che operano con apparente impunità.

## Prescrizione dei termini
- Titolo originale: Feeding Frenzy
- Diretto da: Russ Mayberry
- Scritto da: Lester Wm. Berke & Donald L. Gold

### Trama
Il padre di una vecchia fiamma di Rockford, chiede a Jim di restituire il mezzo milione di dollari che il padre ha rubato tre anni prima.

## Siccità a Indian Head
- Titolo originale: Drought at Indianhead River
- Diretto da: Lawrence Doheny
- Scritto da: Stephen J. Cannell

### Trama
Rockford viene a sapere che alcuni mafiosi stanno pianificando di uccidere Angel, e quando lo rintraccia per avvertirlo, lo trova a fare una bella vita in un attico, ma i mafiosi hanno intenzione di ucciderli entrambi.

## Il tesoro di Coulter City
- Titolo originale: Coulter City Wildcat
- Diretto da: Russ Mayberry
- Scritto da: Don Carlos Dunaway

### Trama
Rocky vince una lotteria per i diritti petroliferi, ma alcuni teppisti lo aggrediscono per costringerlo a cedere i diritti su di essi.

## Qualcuno mi aiuterà
- Titolo originale: So Help Me God
- Diretto da: Jeannot Swzarc
- Scritto da: Juanita Bartlett

### Trama
Rockford riceve una citazione in giudizio per comparire davanti al Grand Jury che indaga sulla scomparsa su un ex mafioso.

## Vendersi cimitero
- Titolo originale: Rattlers' Class of '63
- Diretto da: Meta Rosenberg
- Scritto da: David Chase

### Trama
Rockford è il testimone di nozze di Angel, ma lui sta per sposarsi solo perché ha bisogno della sua nuova moglie lo difenda dai suoi fratelli dopo che lui e un socio li hanno truffati, ma quando uno dei due fratelli e il socio vengono uccisi Rockford è implicato nella truffa.

## Ritorno dal trentottesimo parallelo
- Titolo originale: Return to the Thirty-Eight Parallel
- Diretto da: Bruce Kessler
- Scritto da: Walter Dallenbach

### Trama
Un vecchio compagno dell'esercito di Rockford chiede aiuto a quest'ultimo per trovare la sorella scomparsa di una donna, permettendogli di assistere alle indagini.

## Rosner contro Rockford
- Titolo originale: Piece Work
- Diretto da: Lawrence Doheny
- Scritto da: Juanita Bartlett

### Trama
Rockford viene assunto per indagare su un incidente in un centro benessere, ma il posto è un ritrovo per i trafficanti di armi, e la figura chiave nell'acquisto e nella vendita delle armi, pensa che Jim sia un agente di polizia e lo vuole fuori dai giochi.

## Il problema di Warren
- Titolo originale: The Trouble with Warren
- Diretto da: Christian I. Nyby II
- Scritto da: Juanita Bartlett

### Trama
Rockford aiuta un cugino di una sua amica per scagionarlo dall'accusa di omicidio del suo capo, accumulando crimini cercando di aiutarlo.

## La grande truffa
- Titolo originale: There's One in Every Port
- Diretto da: Meta Rosenberg
- Scritto da: Stephen J. Cannell

### Trama
Un vecchio compagno di prigione di Rockford e sua figlia lo ingannano facendogli organizzare una partita di poker gestita dalla mafia per essere derubati.

## Gioco pesante
- Titolo originale: Sticks and Stones May Break Your Bones, but Waterbury Will Bury You
- Diretto da: Jerry London
- Scritto da: David Chase

### Trama
Quando alcuni investigatori privati si organizzano in modo da fare qualcosa che fa revocare le loro licenze, Rockford si fa carico della loro causa.

## L'uomo che parlava con gli alberi
- Titolo originale: The Trees, the Bees and T.T. Flowers (Part: 1 e 2)
- Diretto da: Jerry London
- Scritto da: Gordon Dawson

### Trama
Un vecchio amico di Rocky viene internato contro la sua volontà in un istituto psichiatrico e gli vengono somministrati farmaci da un medico per renderlo paranoico e delirante, in mondo che sua figlia e suo genero possano prendere il controllo del suo patrimonio, che comprende dieci acri di proprietà di primo sviluppo.

## Party a sorpresa
- Titolo originale: The Becker Connection
- Diretto da: Reza Badiyi
- Scritto da: Chas Floyd Johnson, Ted Harris e Juanita Bartlett

### Trama
Alcuni spacciatori rubano l'eroina confiscata da una stanza della proprietà della polizia e incastrano Becker finanziariamente a corto di soldi, e Rockford cerca di scagionarlo.

## Il matrimonio polacco
- Titolo originale: Just Another Polish Wedding
- Diretto da: William Wiard
- Scritto da: Stephen J. Cannell

### Trama
L'ex compagno di cella di Jim, Fitch, è alla ricerca di un nuovo lavoro, e Jim lo affianca insieme ad un investigatore privato, che apprende da Fitch che Rockford è stato assunto dalla contea per fare una ricerca dell'erede di un uomo che ha ereditato una fortuna.

## Vita nuova, draghi antichi
- Titolo originale: New Life, Old Dragons
- Diretto da: Jeannot Szwarc
- Scritto da: Bernard Rollins, Leroy Robinson e David C. Taylor

### Trama
Una vietnamita assume Rockford per trovare il fratello scomparso, che, come lei, è arrivato in America come rifugiato, ma quando quest'ultimo viene ucciso sospetta dei diversi veterani della guerra del Vietnam.

## Non per amore
- Titolo originale: To Protect and Serve (Part 1 & 2)
- Diretto da: William Wiard
- Scritto da: David Chase

### Trama
Rockford viene assunto da un avvocato della costa orientale per trovare la sua fidanzata. All'insaputa di Rockford, anche due sicari la inseguono ma per ucciderla. Nel frattempo una solitaria groupie della polizia, si è affezionata a Denis Becker e i suoi tentativi di avvicinarsi a lui stanno mettendo a dura prova le sue relazioni personali e professionali.

## Un nemico invisibile
- Titolo originale: Crack Back
- Diretto da: Reza Badiyi
- Scritto da: Juanita Bartlett

### Trama
Un cliente di Beth è un giocatore di football, accusato di omicidio, e Beth assume Rockford per scagionarlo.

## Denaro sporco, luce nera
- Titolo originale: Dirty Money, Black Light
- Diretto da: Stuart Margolin
- Scritto da: David C. Taylor

### Trama
Rocky, in vacanza alle Hawaii, riceve $44.000 dollari in contanti, che Jim deve affrontare quando controlla la posta di Rocky per le bollette, ma il colpo di fortuna costringe Jim a trattare con l'FBI e tutto il resto.